# Aconitum fletcheranum
Aconitum fletcheranum är en ranunkelväxtart som beskrevs av George Taylor. Aconitum fletcheranum ingår i släktet stormhattar, och familjen ranunkelväxter. Inga underarter finns listade i Catalogue of Life.